# Macleania epiphytica
Macleania epiphytica är en ljungväxtart som beskrevs av A. C. Smith. Macleania epiphytica ingår i släktet Macleania och familjen ljungväxter. Inga underarter finns listade i Catalogue of Life.